# Oom Tompa
De verhalen van Akhu Tönpa, vertaald Oom Tompa, nemen in de alledaagse volksverhalen van de Tibetanen een vooraanstaande plaats in. Ze maken daardoor een wezenlijk deel uit van de mondeling overgeleverde Tibetaanse volksliteratuur.

## Personage
Het personage Oom Tompa is een listige schalk die vaak op een grove manier wordt voorgesteld. Akhu Tompa betekent vertaald: "Oom, die [het iemand] toont." Vergelijkbaar met de Centraal-Aziatische Nasreddin Hodja bevindt hij zich graag onder de rijken en gierigaards, maar ook een eenvoudige buurman of koning gaat hij niet uit de weg.
De verhalen spelen zich in het algemeen echter af in de boeren- en nomadische leefomgevingen. Hoewel in Tibet elke volwassene en elk kind de verhalen van Oom Tompa kent, is deze figuur in het Westen relatief onbekend - mogelijk vanwege de gedeeltelijk grove, niet in het gebruikelijke cliché van Tibet passende inhoud. Talrijke van deze vertellingen hebben een seksuele inhoud: zo probeert Oom Tompa meestal vrouwen uit de meest verschillende lagen van de samenleving in bed te krijgen, waaronder een koningsdochter, de buurvrouw en nonnen. Niet zelden neemt hij daarbij een loopje met de algemeen geldende regels.
Op de voorgrond staat daarbij zijn altijd listige manier van optreden. Voor een deel duiken daarbij ook sociaal-kritische momenten op, wanneer hij bijvoorbeeld zijn listen uitdenkt om in het genot van de seksuele wensen van nonnen te komen of zelfs met zijn eigen dochter te kunnen slapen. Incest en seksueel misbruik worden als thema aan de orde gebracht in het verhaal Hoe Oom Tompa met zijn eigen dochter sliep.
De onderdrukte seksuele behoefte van nonnen die door Oom Tompa naar boven wordt gebracht, komt vaker voor. Vanwege de op prestige rustende sociale positie rust er een taboe op de seksualiteit van monniken en komt in de verhalen vrijwel niet voor of ze hetero- of homoseksueel zijn. Zij komen daarentegen eerder van de bijbetekenis voor in de vertellingen van Drugpa Künleg, een populaire verteller uit de Tibetaanse volksliteratuur.